# Frankonia Schokoladenwerke
Die Frankonia Schokoladenwerke GmbH ist eine Schokoladenfabrik mit Sitz im unterfränkischen Veitshöchheim.

## Geschichte
Die Schokoladen- und Süßwarenfabrik wurde 1869 als Erste Würzburger Conserven- und Chocoladefabrik von W. F. Wucherer u. Cie. (Postadressen um 1887: Wohnung und Fabrik in der Pleicherglacisstraße 8, und Laden in der Kaiserstraße 16) in Würzburg aus der Conditorei W. F. Wucherer, ansässig in der Plattnerstraße 14 im Gebäude der ehemaligen Kurie Krautheim, gegründet. Am 5. Juni 1894 erhielt die Firma den Titel eines königlich-bayerischen Hoflieferanten. Am 7. Juli 1911 ging die Gesellschaft Frankonia Schokolade- und Konservenfabrik, vorm. W. F. Wucherer & Co., Akt.-Ges. aus der bestehenden Konserven- und Schokoladefabrik hervor. Das Grundkapital betrug 325.000 Mark. Am 28. Januar 1928 erfolgte die Umfirmierung von Frankonia Schokolade- und Konservenfabrik, vorm. W. F. Wucherer & Co., Akt.-Ges. in Frankonia Schokoladenwerke Aktiengesellschaft.
In den 1930er Jahren begann sie mit der Produktion von Schokoladen mit Fructose. Während des Zweiten Weltkrieges musste die Schokoladenproduktion verringert werden, es war jedoch möglich Arzneimittel zu produzieren. Vier Jahre nachdem die Fabrik durch einen Luftangriff fast zerstört wurde, konnte 1949 die Schokoladenproduktion wieder anlaufen.
Das Unternehmen Frankonia Schokolade wurde 1977 von der französischen Cantalou-Cémoi-Gruppe übernommen, die ihre Ursprünge Anfang des 19. Jahrhunderts ebenfalls in der Herstellung von Schokolade hatte. Mit der Übernahme wechselte der Firmensitz nach Veitshöchheim, da am ursprünglichen Standort Würzburg keine Expansionsmöglichkeiten bestanden.
Seit März 1982 heißt der Betrieb Frankonia Schokoladenwerke GmbH. 1998 vergrößerte sich Frankonia durch den Kauf der Schokoladenfabrik Philipp Born GmbH, Marke Holex, und übernahm den Geschäftsbereich PEA von der Van Houten GmbH & Co. KG. 2004 war Frankonia Markenführer im Bereich Diätschokolade.
2011 führte der Wegfall der Diätverordnung zu Produktionsverlusten. Eine Umorientierung brachte die laktosefreien Schokoladen hervor. Seit 2015 bringt das Unternehmen auch vegane und Bio-Schokoladenprodukte auf den Markt. 2018 wurden Schokoladentafeln ohne Zuckerzusatz eingeführt. Seit 2019 gibt es außerdem High-Protein-Lower-Carb-Schokoladen, die sowohl zuckerreduziert als auch mit hochwertigem Protein angereichert sind. Im gleichen Jahr feierten die Frankonia Schokoladenwerke 150 Jahre Firmenjubiläum.

## Produktsortiment
Frankonia stellt Schokolade und Schokoladenwaren (z. B. Riegel, Pralinen, Waffelschnitten) her. Als Co-Manufacturer übernimmt Frankonia teilweise auch die Produktion für die französischen Konzernmutter Cémoi.

## Nachhaltigkeit
Das Unternehmen legt laut eigenen Angaben großen Wert auf die Nachhaltigkeit ihrer Produkte, sowie auf die Transparenz ihrer Lieferketten, die vom Anbau an nachweisbar ist. So sollen die Rohstoffe umweltgerecht angebaut, geerntet, transportiert und weiterverarbeitet werden. Unter Nachhaltigkeit verstehe man bei Frankonia die „Einhaltung der Menschen- und Tierrechte“ sowie der „umweltgerechte Umgang mit allen Ressourcen“. Weiterhin hat Frankonia eine Fairtrade, UTZ und Bio Zertifizierung.